# Moira Dunbar
Pour les articles homonymes, voir Dunbar (homonymie).
Isobel Moira Dunbar est une glaciologue écossaise-canadienne et une chercheuse sur la banquise de l'Arctique, née le 3 février 1918 et morte le 22 novembre 1999.

## Biographie
Moira Dunbar naît en 1918 à Édimbourg, en Écosse. Elle grandit à Stornoway, Strathpeffer et Kilmarnock et fréquente la Cranley School for Girls de la 1re à la 12e année à Édimbourg, en Écosse. Elle étudie ensuite la géographie au St Anne's College de l'Université d'Oxford, complétant son BA (Hons) de geographie en 1939. Elle continue pour terminer sa maîtrise de géographie en 1948.

### Carrière
Moira Dunbar se rend au Canada en 1947 avec un visa de visiteur, et apprend que le gouvernement canadien a besoin de géographes qualifiés. Elle rejoint le Joint Intelligence Bureau où sa carrière commence avec l'édition d'un livre de descriptions et de photographies des terres et de la banquise arctiques, récoltées par deux navigateurs de l'Aviation royale canadienne, Keith Greenaway et Sidney E. Colthorpe,. L'étude de Moira Dunbar sur les 1 046 355 km2 de l'Arctique cartographiés par l'ARC en 1947 avec les 2 359 479 km2 cartographiés l'année suivante ajoute quelque 12 950 km2 aux terres canadiennes, ne laissant que 15% du Dominion au nord du 75e parallèle à être cartographié du ciel.
En 1952, elle rejoint le Conseil des recherches pour la défense en tant qu'Officier du Personnel Scientifique de la Section des recherches sur l'Arctique,. Elle se spécialise sur la banquise et la navigation dans les eaux glacées de l'Arctique. En 1954, elle demande à rejoindre l'équipage de scientifiques sur un brise-glace de la Marine royale canadienne voyageant dans l'Arctique, mais sa demande est rejetée car les femmes n'étaient pas être autorisées à bord de ces navires. Elle continue ses demandes jusqu'à ce qu'elle soit enfin autorisée à rejoindre un brise-glace avec le ministère des Transports en 1955,.
Elle sert sur de nombreux brise-glaces et passe 560 heures dans des avions de l'ARC, étudiant les formations de glace dans le Haut-Arctique. Alors qu'elle se trouve sur les brise-glaces, elle utilise un radar à visée latérale pour la reconnaissance aéroportée. En photographiant la glace à différents moments de la journée et tout au long de l'année, elle comprend ainsi comment la glace se déplace.
Les connaissances et l'expérience acquises lui permettent de publier de nombreux articles sur la banquise arctique, comme l'article de 1956 qu'elle co-écrit avec le navigateur de l'ARC Keith Greenaway intitulé Arctic Canada from the Air. Ce livre est la première étude géologique aérienne civile de ce type et est considéré comme un matériau essentiel dans les domaines scientifiques de l'Arctique et des banquises. Dans ses autres articles, Moira Dunbar étudie l'utilisation de la télédétection radar dans la recherche sur la banquise, promeut la normalisation de la terminologie sur les banquises et rédige des récits historiques sur l'exploration de l'Arctique. En 1964, elle étudie les techniques utilisées par les brise-glaces soviétiques et en finlandais, et conseille la Recherche et développement pour la défense du Canada sur des essais d'aéroglisseurs.
En 1976, alors que Moira Dunbar étudie l'utilisation de radars pour étudier la glace arctique, elle utilise un radar pour cartographier la surface et le sous-sol de la glace arctique, en collaboration avec la Royal Navy.
Isobel Moira Dunbar prend sa retraite en 1978, et gère une petite ferme d'agrément en faisant du bénévolat en tant qu'historienne locale.

## Réalisations
En 1971, Moira Dunbar remporte le prix du centenaire du Service météorologique du Canada. En 1972, elle reçoit la médaille Massey de la Société géographique royale du Canada pour «... son excellent travail sur la géographie de l'Arctique et sa banquise». Elle est membre de la Société royale du Canada et est nommée Officier de l'Ordre du Canada en 1977. Elle a également été gouverneure de l'Institut arctique de l'Amérique du Nord (en) et directrice de la Société géographique royale du Canada.
Moira Dunbar reconnaît les immenses contributions apportées par les scientifiques russes sur les études sur la banquise et est formée et certifiée en tant que linguiste russe en 1958. En 1969, elle est présente pour observer l'essai dans l'Arctique du plus grand brise-glace de l'histoire, le pétrolier réaménagé SS Manhattan, qui allait devenir le premier navire à traverser le passage du Nord-Ouest.
Moira Dunbar est l'une des premières scientifiques de l'Arctique à étudier les polynies, des zones ouvertes d'eau ou de glace mince qui se développent en hiver lorsque de forts vents du sud de l'océan Arctique se combinent avec des remontées d'eau chaudes dans la mer.
Après son décès, elle choisit de laisser les sept acres de propriété qu'elle possède à Limavady, dans le comté de Londonderry, à la Queen's Foundation (en), qui à ce jour continue d'honorer sa mémoire en tant que femme scientifique.

## Publications
- High Latitude Navigational Flights (Arctic Circular, 1951)
- Ice Islands: Evidence from North Greenland (Arctic (d) , 1953)
- The Royal Arctic Theatre (Canadian Art (d) , 1958)
- Thrust Structures in Young Sea Ice (Journal of Glaciology (d) , 1960)

En 1956, Moira Dunbar co-écrit Arctic Canada from the Air avec le commandant d'escadre et navigateur de l'ARC Keith Greenaway, la tout première étude aérienne complète de la géographie de l'Arctique par un civil. Elle rédige également des articles sur la télédétection radar pour les études sur la banquise (1975) et, en tant que promoteur de la navigation hivernale dans le golfe du Saint-Laurent, elle travaille à la normalisation de la terminologie de la banquise (1965).